# 아드리아나 르쿠브뢰르

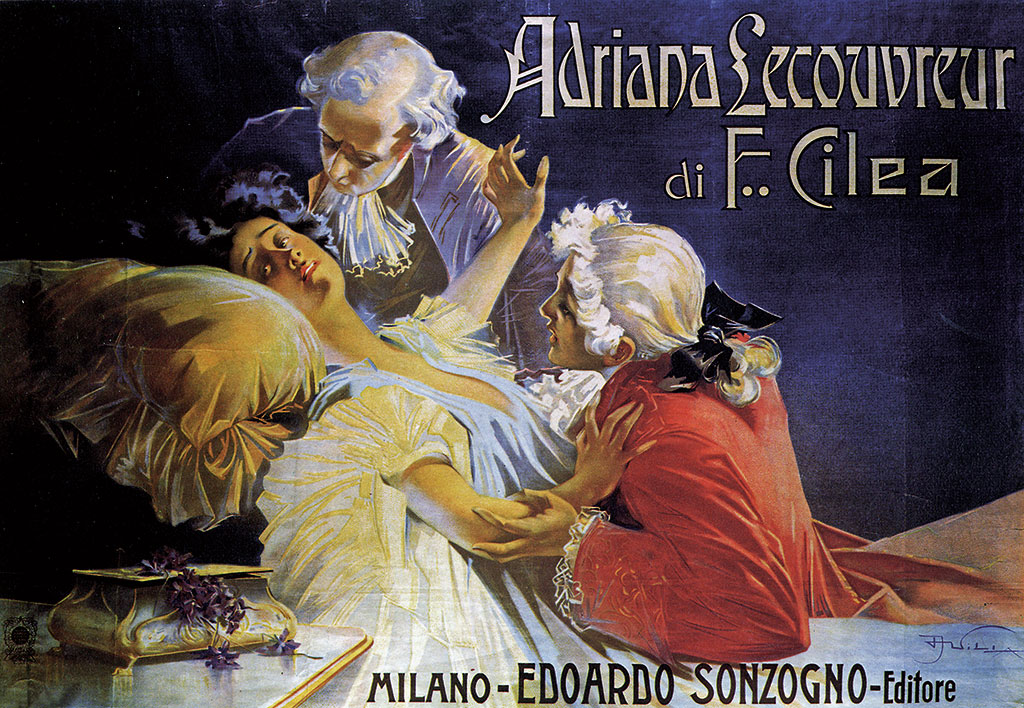

《아드리아나 르쿠브뢰르》(Adriana Lecouvreur)는 이탈리아의 작곡가 프란체스코 칠레아가 작곡한 4막의 오페라이다. 외젠 스크리브와 에르네스트 르구베의 연극에 기초하여, 아르투로 콜라우티가 이탈리아어 대본을 작성하였다. 첫공연은 1902년 11월 6일 밀라노의 리리코 극장에서 상연되었다.

## 작품 개요
이 오페라는 프랑스 여배우 아드리엔 르쿠브뢰르의 실제 삶에 기초한다. 오페라에서 몇명의 실제 역사적인 인물이 등장하나, 그 사건은 오페라에서 픽션으로 재설명한다. 오페라에서 플롯 장치인 독이 묻은 제비꽃에 의한 죽음은, 베리스모 오페라치고는 현실적이지 못하다는 사실을 자주 일깨운다. 이 부분은 무대를 위해 쓰여진 대본 중에서 가장 혼란스럽다는 비난을 받았고, 자주 삭제되어 공연되지만(칠레아 스스로가 첫 번째 상연기간 동안 많이 삭제한 개정판), 줄거리를 따라잡기 더 힘들게 할 뿐이었다. 여전히 여주인공인 아드리아나는 주목받는 주인공으로, 음악이 대본보다 훨씬 낫다는 평가를 받는다. 이 작품은 베리스모 오페라이나, 《팔리아치》와 《카발레리아 루스티카나》만큼의 인기를 얻지는 못했다.
이 배역은 부르기 까다로운 부분이 있지만, 소프라노 가수들에게 항상 사랑받았다. 그 까다로운 부분들도 다른 오페라 역보다 비교적 낮은 음역이며, 암송하는 장면과 죽는 장면 등, 극적인 내용으로 가득한 역할이라, 개성이 강한 가수를 위한 주목시킬만한 도구를 제공한다. 과거 50년간 유명한 아드리아나로는 마그다 올리베로, 마르첼라 포베, 레나타 테발디, 라이나 카바이반스카, 레나타 스코토, 그리고 미렐라 프레니가 있다.
첫공연은 1902년 11월 6일 밀라노, 리리코 극장에서 올려졌으며, 소프라노 안젤리카 핀돌피니가 주연을 맡고, 엔리코 카루소가 마우리치오 역을, 주세페 데 루카가 미쇼네 역을 맡았다.
마지막 막의 이중창(아리아로도 불린다)인 "No, più nobile"는 1902년 12월 밀라노에서 그라마폰과 Typewriter Company (G&T)에서 녹음되었는데, 엔리코 카루소가 부르고, 작곡가인 칠레아가 피아노 반주를 맡았다.

## 등장인물

### 주요 배역
- 아드리아나 르쿠브뢰르 - 여배우 (소프라노)
- 마우리치오, 삭소니 백작이나, 병사로 위장함 (테너)
- 두클로스 - 여배우, 부용 공작의 애인
- 부용 공작 - 그녀의 연모자 (베이스)
- 부용 공작비 - 아드리아나의 연적 (메조소프라노)
- 미쇼네 - 무대 매니저 (바리톤)
- 아베 드Chazeuil - 부용 공작의 수행원 (테너)

### 코메디 프랑세즈의 배우들
- Quinault - 배우, 베이스
- 포이종- 배우, 테너
- 유베노트 - 여배우, 소프라노
- Dangeville - 여배우, 메조소프라노

## 줄거리

### 1막
코메디 프랑세즈 무대 뒤
배우들은 공연을 준비하느라 분주한 가운데, 부용 공작이 수행원 아베와 함께 등장한다. 그들은 배우들에게 추파를 던지지만, 그들의 주된 목적은 여배우인 두클로스다. 아드리아나가 등장하여, 대사를 연습한다. 그녀는 방문자들의 과분한 칭찬을 겸손하게 부인하며, “Io son l'umile ancella”(나는 창조적인 요정의 보잘것없는 하인일 뿐)라 말한다. 왕자는 두클로스가 의상실에서 편지를 쓴다는 것을 듣고, 아베에게 그걸 가져오라고 명령한다. 아드리아나가 홀로 남자, 무대 지배인인 미쇼네가 사랑을 고백하지만, 그녀는 자신은 연인이 있다고 설명한다. 그는 삭소니 백작을 모시는 병사로, 전쟁에서 돌아와 극장에서 자산을 만나러 올 예정이다-
마우리치오는 실제 정체는 그 삭소니 백작이며, 무대로 등장하여 아드리아나에게 그의 사랑을 외친다, “La dolcissima effigie”. 그들은 공연이 끝난 후 만나기로 약속한다. 아드리아나는 제비꽃다발을 징표로 그의 단추구멍에 끼어넣는다. 공작과 아베가 돌아온다. 그들은 두클로스의 편지를 중간에 가로챘다. 그 편지에서 공작의 빌라 근처에서 그날 저녁 마우리치오에게 만남을 요청하는 내용이다. 공작은 그 커플을 폭로하기 위해, 그 빌라에서 공연단을 위한 파티를 마련해두기로 결심한다. 공작은 그 편지를 마우리치오에게 보내고, 그는 아드리아나와의 약속을 취소한다. 아드리아나는 그 편지를 무대에서 건네받는다. 아드리아는 왕자의 파티에 합류하기로 동의한다.

### 2막
센강 근처 빌라
여배우 두클로스가 아닌, 부용 공작비가 마우리치오를 기다린다. 그녀는 그를 사랑하며, “Acerba voluttà, dolce tortura”를 부른다. 마우리치오가 등장하자, 그녀는 제비꽃 다발을 본다. 그게 어디서 났느냐는 질문에, 마우리치오는 둘러대며 꽃다발을 그녀에게 준다. 마우리치오는 궁정에서 그녀의 도움에 감사하지만, 더 이상 그녀를 사랑하지 않는다고 시인한다. 공작비는 마우리치오에게 연인이 생겼음을 추측하지만, 그는 그녀가 누구인지 밝히지 않는다. 공작과 수행원이 갑자기 도착하자, 공작비는 몸을 숨긴다. 마우리치오는 그들이 그가 두클로스와 같이 있다고 생각하고 있음을 깨닫는다.
아드리아나가 등장하고, 마우리치오의 실제 신분을 알게 된다. 그는 아드리아나에게, 어떤 여인과의 만남은 정치적인 것이고, 숨어있는 그 여성이 피신하도록 도와주어야한다고 말한다. 그러나 그녀가 누구인지 알아선 안된다고 말한다. 미쇼네가 나타나 그 여자는 두클로스가 아니고, 확신시키지만, 어둠 속이라 그 여자의 정체를 분간하기 힘들다. 아드리아나는 그를 신뢰하고, 그 여인을 도와주기로 동의한다.
미쇼네가 망을 보고, 아드리아나는 문뒤에 숨어있는 왕자비에게 도망치게 도와주겠다고 말한다. 그러나 두 여자는 점차 사랑의 라이벌이라는 것을 인식하게 되고, 질투어린 말다툼으로 번진다. 공작비는 아드리아나의 정체와 얼굴을 보려하고, 아드리아나는 도움주는 것을 후회하며, 불을 켜서 라이벌의 얼굴을 보려한다, 그러나 공작비는 비밀문으로 도망하게 되고, 팔찌를 떨어뜨린다. 미쇼네는 그 팔찌를 주어 아드리아나에게 건내준다.

### 3막
부용 궁전
아베가 파티를 준비하는 동안, 공작비는 그녀의 라이벌의 정체가 누굴지 골똘히 생각한다. 화학에 관심있던 공작은 당국이 그가 분석하도록 요청한 강력한 독약을 치운다. 미쇼네과 아드리아나는 암송 낭독을 위해 도착한다. 공작비는 그가 아드리아나의 목소리를 인식하고, 마우리치오에 관한 그녀의 사랑을 드러내도로 속임수를 쓴다. 마우리치오가 결투에서 상처입었다고 말하고, 아드리아나는 실신한다. 그 후 마우리치오는 상처를 전혀 입지 않은 채 등장하자, 아드리아나는 기뻐한다. 그는 그의 전쟁 노략물에 대해 노래한다. “Il russo Mencikoff”뒤를 이어 '파리의 심판'이라는 발레가 공연된다. 공작비와 아드리아나는 그들은 마우리치오의 애정을 두고 라이벌 의식이 커져만 간다. 아드리아나가 공작에 의해서, 팔찌가 왕비의 것이라는 사실을 알게 된다. 공작비는 날카롭게 아드리아나에게 “아리안느(아리아드네)가 버림받았다”라는 장면을 암송할 것을 제시하지만, 공작은 그 장면대신, 장 라신의 비극 드라마인《페드르》를 요청한다.
아드리아나는 그 대본의 마지막 대사를 이용하여, 공작비에게 강력한 모욕을 가하고, 공작비는 복수하리라 결심한다. 그녀는 물러나면서 마우리치오가 자신을 따를 것을 요청하지만, 그는 아침에 그녀를 볼 것이라 답한다.

### 4막
아리아나의 집안
미쇼네는 무대를 떠나고 지금 아픈 아드리아나를 방문한다. 분노와 질투로 급격히 흥분한 상태로, 마우리치오가 자신을 버렸다고 생각한다. 극장의 배우들이 생일 선물을 가지고 그녀를 찾아와서, 다시 극장으로 복귀하라고 설득하자, 아드리아나는 그에 동의한다.
미쇼네는 이전에 아드리아나가 마우리치오의 빚을 갚는 데 도와주느라 저당잡혔던, 다이아몬드 목걸이를 되찾아 온다. 아드리아나는 마우리치오가 보낸 것으로 보이는 상자를 열어보곤, 그안의 든 쪽지를 보자마자 기분이 나빠진다. 그녀는 상자안에서 전에 자신이 마우리치오에게 주었던 시든 제비꽃 다발을 꺼낸다. 아드리아나는 그가 그 꽃다발을 다시 보냈다는 것에 상처입는다. 그 꽃다발에 입맞춤하면서, “Poveri fiori”(가련한 꽃들)를 부르고, 장잣불에 던져버린다. 미쇼네는 마우리치오가 한 행동이 아니라, 어떤 여자의 짓이라 확신한다. 그는 아드리아나에게 마우리치오에게 편지를 써서, 그녀에게 곧 돌아올 것이라 말한다.
마우리치오는 도착해서 그동안의 부재는 오해에서 비롯된 것이라 말한다. 그는 아드리아나에게 청혼하고, 그들은 기쁨에 껴앉지만, 아드리아나가 떨고 있음을 알게 발견한다. 미쇼네과 마우리치오는 그녀가 공작비가 보낸 꽃때문에 중독되었음을 깨닫는다. 아드리아나는 의식이 맑아져서, “Ecco la luce”라 외치고, 마우리치오의 품에서 죽게된다.

## 유명한 아리아
- Io son l'umile ancella (나는 창조적인 요정의 보잘것없는 하인일 뿐)

## 같이 보기
- 아드리엔 르쿠브뢰르
- 모리스 드 삭스
- 마리안 드 샤토뇌프

## 참고
- 원문|한국어 대본 Go! classic 회원 대본 자료실
- 대본 (이탈리아어, 독어)
- 악보, 줄거리, 등장인물 (영문)
- 줄거리 (영문) 호주 음악 전문 신문 "오페라~오페라", Alison Jones작성
- 줄거리 (영문) operajaponica.org, Simon Holledge 작성
- 줄거리 (영문)
- 간략한 줄거리, 해설 (영문) 보관됨 2006-12-01 - 웨이백 머신, NAXOS.com